# Торрес, Курро
Кристо́баль Эми́лио То́ррес Руи́с (исп. Cristóbal Emilio Torres Ruiz; род. 27 декабря 1976[…], Ален, Северный Рейн-Вестфалия), более известный как Ку́рро То́ррес (исп. Curro Torres) — испанский футболист и тренер, защитник. Выступал за сборную Испании.

## Ранние годы
Торрес родился в Алене, ФРГ. Его родители родом из Гранады, но эмигрировали в Германию по работе. Когда их сын был ещё младенцем, они вернулись в Испанию, поселившись в Каталонии.

## Клубная карьера
Торрес начал свою карьеру в «Граменете», после чего в 1997 году присоединился к «Валенсии». Он регулярно выступал за дубль клуба в течение двух сезонов, а затем был отдан в аренду в клубы «Рекреативо» и «Тенерифе» на следующие два года. В последнем, наряду с Мистой и Луисом Гарсией, он был одним из важнейших игроков команды под руководством Рафаэля Бенитеса, которая по итогам сезона пробилась в чемпионат Испании.
Затем Торрес вернулся в «Валенсию», где стал одним из ключевых игроков клуба, дважды выигрывавшего чемпионат, а также Кубок УЕФА 2003/04, снова под руководством Бенитеса. Однако с начала 2005 года Курро сильно мешали травмы, хотя он и появился в 17 матчах в сезоне 2006/07, в основном на позиции левого защитника из-за вынужденного отсутствия Эмилиано Моретти.
Перед началом сезона 2007/08 Торрес был отдан в аренду в клуб-новичок чемпионата Испании «Реал Мурсия», где его проблемы со здоровьем снова дали о себе знать, из-за чего футболист провёл всего два матча в сезоне. После вылета команды он вернулся в «Валенсию». Проведя всего два матча в Кубке УЕФА и один матч в чемпионате в течение сезона, он покинул команду в июне 2009 года.
27 июля 2009 года Торрес перебрался в «Химнастик» из Сегунды, однако так и не провёл ни одной минуты на поле из-за нового повреждения. В январе 2011 года, после аренды клубом Борхи Вигеры и Алекса Бергантиньоса, контракт с Курро был разорван, после чего игрок завершил карьеру.

## Карьера в сборной
14 ноября 2001 года Торрес дебютировал за сборную Испании в товарищеском матче против Мексики в Уэльве (1:0). Позже он был включён в состав сборной на чемпионат мира по футболу 2002 года, где вышел на поле в матче против ЮАР на групповом этапе.

## Тренерская карьера
7 апреля 2014 года Торрес вернулся в «Валенсию» спустя почти пять лет, став тренером резервной команды клуба в Сегунде Б. В 2017 году он вывел команду в финальный раунд плей-офф, в котором клуб был выбит «Альбасете».
2 июля 2017 года Торрес был назначен тренером клуба Сегунды «Лорка». 17 декабря его уволили в связи с тем, что команда оказалась в зоне вылета.

## Тренерская статистика
| Команда           | Начало работы | Окончание работы | Результаты | Результаты | Результаты | Результаты | Результаты | Результаты | Результаты | Результаты |
| Команда           | Начало работы | Окончание работы | И          | В          | Н          | П          | ГЗ         | ГП         | +/-        | В %        |
| ----------------- | ------------- | ---------------- | ---------- | ---------- | ---------- | ---------- | ---------- | ---------- | ---------- | ---------- |
| Валенсия Месталья | 7 апреля 2014 | 2 июля 2017      | 127        | 52         | 34         | 41         | 168        | 140        | +28        | 040,94     |
| Лорка             | 2 июля 2017   | 17 декабря 2017  | 17         | 4          | 4          | 9          | 18         | 24         | −6         | 023,53     |
| Итого             | Итого         | Итого            | 144        | 56         | 38         | 50         | 186        | 164        | +22        | 038,89     |

## Достижения
Валенсия
- Чемпионат Испании: 2001/02, 2003/04
- Кубок Испании: 1998/99
- Кубок УЕФА: 2003/04
- Суперкубок УЕФА: 2004
- Кубок Интертото: 1998